# 韋宗成

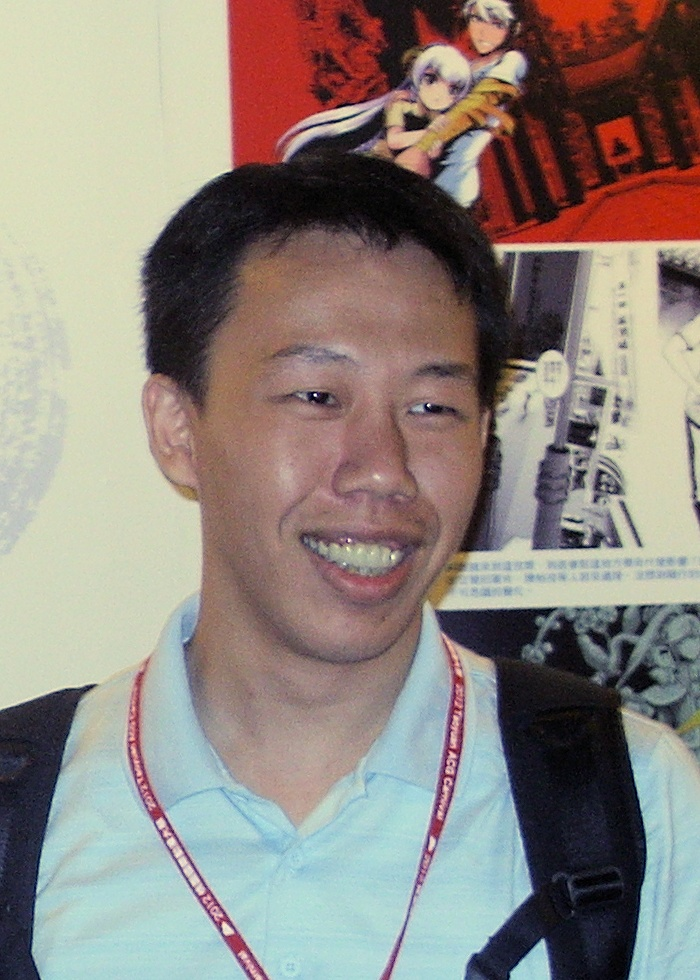
韋宗成（2012年桃園國際動漫大展）

韋宗成（1982年1月23日—）是臺灣漫畫家，為網路漫畫發表平台「創意漫畫大亂鬥」站長，隸屬於未來數位「創漫工作室」，代表作為長篇連載漫畫《冥戰錄》。

## 簡歷
1982年出生於新竹、生長於北縣三峽。
- 臺北縣立三峽國中畢業[2]
- 台北縣私立復興高職（今復興商工）→桃園縣私立至善高級中學（2000年畢業[3]）
- 樹德科技大學（2004年畢業[4]）

- 在2000年成立網路漫畫發表網站《創意漫畫大亂鬥》，創作很多種長篇短篇的連環漫畫、和四格漫畫以及真人漫畫，題材沒有限制，甚至有短片的拍攝等等。
- 當兵的時候在《創意漫畫大亂鬥》刊載四格漫畫《中華民國國軍四格》後，引起網路民眾轉載。
- 在2009年以臺灣第一部長篇諷刺政治漫畫書《馬皇降臨》引發注目，並以此展開商業漫畫的創作。其漫畫作品《冥戰錄》分別獲得第三、九屆金漫獎最佳少年漫畫類獎，和第五屆金漫獎最佳原型設計獎，女主角林默娘也成為西門町街頭的看板娘。他的網路呼聲量很活躍，根據網站「DailyView網路溫度計」統計的台灣漫畫家「熱門漫畫大師聲量排名」（從2017年4月起至2018年4月的統計期間）贏得第一名[5]。

## 創作事蹟
- 2007年《八卦山》是以清朝割讓臺灣後、日治時期之前台灣客家人抗日英雄吳湯興為故事的主角，敘述台灣人民不願土地被外國人所強奪的故事，可以說是電影《一八九五》的漫畫版，總共花了前後三年才完成。並贏得2007年國立編譯館優良漫畫獎乙類第三名[6]。2011年7月8日，韋宗成在噗浪發文說明本作不能登上《台灣漫畫月刊》的原因[7]。

- 《馬皇降臨》是以中華民國前後兩任總統馬英九、陳水扁在政治上發生的事情為故事的主要內容，故事當中被影射模仿的政客超過三十人，在第14屆開拓動漫祭上開始發售，接受網上預購。由於在發行之前媒體的廣泛報導和積極宣傳，使漫畫備受關注，成為動漫祭中的焦點，銷量十分理想。[8]進而進入商業通路。

- 《AV端指》是以諷刺臺灣色情產業為主的短篇綜合，內容構成為四部短篇，雖然各自獨立卻互相牽連，維持了一貫的嘲諷風格，諷刺了一切不合理的社會現象。由於前部作品《馬皇降臨》的原因，本作也在第15屆開拓動漫祭上火熱的銷售。

- 《冥戰錄》以921大地震後的臺灣為故事背景，敘述警察因為妖魔肆虐而成立「黑日專案」，主角陳柏戎在一次的行動中找到了與傳統著名神祇林默娘（媽祖）同名同姓的小女孩。為作者從2000年開始構思的作品《冥戰錄》的最後決定作品，作品人物以新北市三峽區為活動主要範圍，大量融入地方特色。本作以單行本連載方式發行銷售。

- 《五都爭霸》為《馬皇降臨》續作，以臺灣2010年底直轄市（五都）選舉為故事內容，將五都擬人化由泛藍、泛綠派出人馬相爭，承繼《馬皇降臨》之影射風格而再度引起風潮，本作於2010年10月30日於台北市金石堂書店汀州店首賣。

- 《跳躍吧！大同萌會》以清末民初歷史為背景，描述蘿莉控孫玟（影射孫文）為把對蘿莉的愛推廣到全中國進行的革命，以時下流行的真人秀歌唱比賽重新詮釋滿清末年至民國肇建的歷史，並將各種勢力用歌唱隊伍詮釋。本作在第19屆開拓動漫祭上熱賣。[9]

- 《新世紀國軍戰士》以四格漫畫為主，使用架空的機器人部隊「漢神旅」為故事背景，嘲諷中華民國國軍的各種不合理規定與事物，以及作者軍旅生活的回憶。本作上市前夕遇上了洪仲丘事件，作品與時事的聯想，使本作在第22屆開拓動漫祭上熱賣。[10]

- 2012年，作品《冥戰錄》透過未來數位與西門徒步區街區發展促進會合作，將林默娘打造成西門街區的形象角色。[11]2013年，林默娘正式上任成西門町看板娘，未來數位並和台北天后宮合作推出林默娘護身符。[12]

- 2014年1月，作品《冥戰錄》在日本電子漫畫書店「電子貸本Renta！」發行日文數位版，這也是以臺灣為主體創作的臺灣漫畫第一次登上日本數位漫畫書店。[13]

- 《六都爭霸》為《五都爭霸》續作，以臺灣2014年六都選舉為故事內容，除了前作的五都外，升格後的桃園市與其他縣市的擬人化也一起登場；本作於2014年10月25日於開拓動漫祭首賣。

- 《我的委員長哪有這麼萌》以民國初期國民政府軍事委員會委員長蔣中正為主角，描述蔣中正領導國民革命軍北伐的事蹟。首次發表於Line Webtoon平台，2015年10月24日集結單行本出版。

- 2015年8月，作品《冥戰錄》與日本原型師宮川武合作，推出女主角林默娘的模型，在漫博首次登場。[14]

- 2015年10月，在REALITY FANTASY2模型展中，由開拓動漫與未來數位聯合舉辦，以《冥戰錄》女主角林默娘作為立體創作雛形的天妃大賽，為該活動首次以臺灣漫畫角色為主募集的模型比賽，最終有30項入圍作品[15]，於10月25日活動當天頒獎[16]

- 《霸海皇英》繼承了《馬皇降臨》的風格，此次以中華民國總統蔡英文為主角，描述前總統馬英九執政下的八年重大事件為主，嘲諷當紅政治人物。本作發行的同時也販售了週邊產品抱枕跟洋蔥餅，[17]在第28屆開拓動漫祭上熱賣並造成話題。[18]

- 2016年9月開始 在中華民國總統府常設展中展出作品。

- 2016年11月23日，由韋宗成、哈亞西、三色坊、紅豆子等多位漫畫家，成立未來數位漫畫部門的「創漫工作室」，隨後有清水、Coin等多位創作者加入，致力於漫畫出版與同人場方面的持續創作、對外接案及海外推廣。

- 2017年11月24日，韋宗成、漢寶包、左萱、AKRU等多位漫畫家前往日本，參加由Comic Catapult舉辦的海外漫畫家推廣活動，於臺北駐日經濟文化代表處舉行座談。

- 2019年5月17日，與壹週刊合作，針對2020年中華民國總統選舉每週三連載單張漫畫《2020台灣爭霸》。

- 2019年9月27日，開拓動漫事業有限公司策劃，將兩部作品《陰間條例》與《冥戰錄》改編融合，由貪食德工作室演出的動漫舞台劇，於9/27日在水源劇場首演，為台灣動漫初次與舞台劇作結合。公演結束後獲得許多好評。[19]

- 2020年1月，接受路透社的專訪，與另外一位藝術家匡乙，針對如何用他們熟悉的媒材去繪製出2020總統大選之形象為主題報導。[20]

- 2019年10月29日，明華園總團宣布，將《冥戰錄》改編成歌仔戲，預定2020年5月1至3日於臺灣戲曲中心首演。[21]並於2020年2月13日公布劇照與演員，由孫翠鳳、陳昭婷、吳米娜、陳昭賢，以及原作韋宗成客串演出。[22] 但因新冠疫情延後至2021年1月2日、3日在臺灣戲曲中心完成演出（北部區域），並於3月20日、21日於台中國家歌劇院展開中部區域的加演。
- 《六都爭霸2022 台灣縣市攻略物語》為《六都爭霸》續作，以臺灣2022年六都選舉為故事內容，本作於2022年11月26日首賣。

- 《賴神創世》確定在5月27日CxC平台上短期連載、將於2025年8月23日FF45上首賣完整版單行本、27日書店與電子平台上架。製作途中還兼顧合作企劃連載《Rumi的奇妙冒險》。 
本作將延續《馬皇降臨》、《霸海皇英》的風格，將以中華民國總統賴清德為主角，描述前總統蔡英文執政下的八年重大事件為主，並一貫惡搞當時的政治人物及旁側紀錄重大事件，由於2024年1月13日賴清德宣布勝選、此作品的前導圖片在韋宗成老師的各個社群平台釋出。

- 《冥戰錄》在61回（暨13卷之後）開始以CxC平台上進行長期連載。

## 軼事
- 曾經自己在網路上下載《馬皇降臨》的盜版，卻回應「感謝大大分享」[23]
- 演出未來盃華語漫畫獎宣傳影片，被稱作「變態的魔術師」[24]，不計形象演出該獎項各屆的預告片。
- 在《新世紀國軍戰士》特典影片中演出多種角色[25]。
- 2014年12月在噗浪與facebook上宣告結婚[26]
- 2017年2月2日作品《冥戰錄》女主角林默娘巨大化模型參與台北燈節，實際成品卻與原作差距甚遠，由於模型的藍眼睛、腮紅和小嘴，都和動漫版和動漫可愛的模樣有落差，讓網友相當錯愕，被批為邪神[27][28]。原作者韋宗成認為《冥戰錄》在台灣漫畫界深受歡迎、動漫角色熱門投票更是居冠，因此盡力重新繪製，藉此回應讀者期待，登上吊車歷經7小時高空作業奮戰，終於趕在開幕前一天晚上9時許修改完畢。[29]。並有網友仿效日本知名住宅改造節目，把搶救過程製作成影片《超級全能二次元改造王》、[30][31]《全能邪神改造王》1 （页面存档备份，存于），而林默娘亦成為2017年台北燈節焦點之一。[32]。2019年2月15日，再度對台北燈節的默娘模型進行塗裝修改。[33][34]

## 作品列表

### 長篇單行本
- 《冥戰錄》－1～13卷（連載中）出版日期：2010.07.25-　出版發行：未來數位

### 短篇單行本
- 《馬皇降臨》－（全一冊）出版日期：2009.07.25　出版發行：未來數位
- 《AV端指》－（全一冊）出版日期：2010.02.20　出版發行：未來數位
- 《五都爭霸》－（全一冊）出版日期：2010.10.30　出版發行：未來數位
- 《跳躍吧！大同萌會》－（全一冊）出版日期：2012.02.04　出版發行：未來數位
- 《新世紀國軍戰士》－（全一冊）出版日期：2013.07.27　出版發行：未來數位
- 《六都爭霸》－（全一冊）出版日期：2014.10.25　出版發行：未來數位
- 《我的委員長哪有這麼萌》－（全一冊）出版日期：2015.10.24　出版發行：未來數位
- 《霸海皇英》－（全一冊） 出版日期：2016.08.27　出版發行：未來數位
- 《宗成與天兵太太》 －（全一冊）出版日期：2020.02.01　出版發行：未來數位
- 《台灣爭霸～2020頂上決戰～》 －（全一冊）出版日期：2020.5.20　出版發行：未來數位
- 《六都爭霸2022 台灣縣市攻略物語》－（全一冊）出版日期：2022.11.26　出版發行：未來數位
- 《賴神創世》－（全一冊）出版日期：2025.08.27 出版發行：未來數位

### 網路連載
- 《我的委員長哪有這麼萌》－LINE Webtoon
- 《2020台灣爭霸》－台灣壹週刊
- 《Rumi的奇妙冒險》－遊戲橘子「mojoin」（原：漫畫星）
- 《賴神創世》－Content x Creator (創利市集 CxC)

### 網路發表
- 《我的妹妹是弟弟》[35]2013年1月發表
- 《CD+-RRR》[36]（後收錄在單行本《AV端指》中）2009年1月發表
- 《八卦山》[37]2007年發表

### 同人誌
- 《明華園戲劇總團×冥戰錄：韋宗成演出筆記》 發行日期：2021年2月27日 (FF37)

#### 合同誌
- 《雪林永夜》編劇  繪者：梨月 發行日期：2008年2月
- 《春幻永夜》編劇  繪者：珍綠 發行日期：2009年2月

### 影片&演出
- 《新世紀國軍戰士》特典影片-《兩光園地》 影片編劇〔與胡嘉倫（視體撞擊）〕
- 舞台劇—《陰間條例×冥戰錄》飾演漫畫家助手（與Salah-D）｜導演：蘇洋徵｜製作：開拓動漫事業有限公司
- 舞台劇—《陰間條例：冥戰篇》飾演漫畫家助手（與Salah-D）｜導演：蘇洋徵｜製作：開拓動漫事業有限公司
- 舞台劇—《冥戰錄》飾演陳文聖｜導演：許栢昂｜製作：明華園戲劇總團

### 其他
- 2011年台北國際書展100%幸福紀念特輯
- 2017年5月27日繪製中華職棒中信兄弟隊動漫日活動漫畫《AFTER 1029》[38]，並擔任當日開球嘉賓。[39]

## 獎項紀錄
- 2007年－《八卦山》國立編譯館優良漫畫獎乙類第三名。
- 2010年－《馬皇降臨》文化部第1屆金漫獎「最佳一般漫畫類獎」入圍。
- 2010年－《冥戰錄》第七屆金龍獎「最佳少年漫畫類」入圍。
- 2011年－《冥戰錄》美猴獎漫畫類入圍。
- 2011年－《冥戰錄》國家教育研究院優良漫畫獎甲類第二名。
- 2012年－《冥戰錄》獲文化部第3屆金漫獎「最佳少年漫畫類」獎佳作。
- 2014年－《冥戰錄》獲文化部第5屆金漫獎「最佳原型設計」：林默娘。
- 2015年－《六都爭霸》獲文化部第6屆金漫獎「單元漫畫類獎」。
- 2018年－《冥戰錄：天妃現世·上卷》 獲文化部第9屆金漫獎「少年漫畫獎」。
- 2021年－《台灣爭霸》 獲巴哈姆特遊戲動漫大賞-年度人氣國產動漫「銀賞」。
- 2024年－《冥戰錄》 獲第三屆原創IP風雲榜-漫畫組TOP IP獎 第二名。

## 外部連結
- 韋宗成的Plurk專頁
- 韋宗成的X（前Twitter） （日語）
- 韋宗成 - pixiv
- 創意漫畫大亂鬥 （页面存档备份，存于）
- 《覇海皇英》宣傳網頁 （页面存档备份，存于）
- 《六都爭霸》宣傳網頁 （页面存档备份，存于）
- 《冥戰錄》宣傳網頁 （页面存档备份，存于）
- 《跳躍吧！大同萌會》宣傳網頁 （页面存档备份，存于）
- 《五都爭霸》宣傳網頁 （页面存档备份，存于）
- 《AV端指》宣傳網頁 （页面存档备份，存于）
- 《馬皇降臨》宣傳網頁 （页面存档备份，存于）
- 《宗成與天兵太太：台灣漫畫家夫妻的育兒日常》宣傳網頁 （页面存档备份，存于）
- 《台灣爭霸～2020頂上決戰～》宣傳網頁 （页面存档备份，存于）
- 《六都爭霸2022》宣傳網頁 （页面存档备份，存于）